# جاك دينهام
جاك دينهام (بالإنجليزية: Jack Denham)‏ هو فارس أسترالي، ولد في 24 أغسطس 1924، وتوفي في 14 ديسمبر 2009.